# Liévin
Liévin je francouzské město v departementu Pas-de-Calais v regionu Hauts-de-France. Současně leží také v arrondisementu Lens. V roce 2010 zde žilo téměř 32 tisíc obyvatel. Město tvoří součást aglomerace Lens - Liévin, ve které se nachází 36 obcí a žije zde okolo 250 tisíc obyvatel.
V minulosti měla význam pro rozvoj města zejména těžba uhlí, které zde bylo objeveno v roce 1857. V roce 1974 byl v Liévinu uzavřen poslední uhelný důl.

## Historie
Četné archeologické nálezy v okolí kopce Riaumont, nejvyššího bodu města, vypovídají o existenci Liévinu už v období neolitu a následně také v období galsko-římské kultury. Bylo zde objeveno 752 hrobek, které poukazují na pohřebiště Merovejců.
V roce 1414 mělo město pouhých 150 obyvatel. Význam pro město mělo především zemědělství. V následujících stoletích počet obyvatel pomalu rostl. V roce 1759 žilo ve městě 600 obyvatel, zatímco o třicet let později, v roce 1789, to bylo již 900 obyvatel. V roce 1820 zde žilo 1223 obyvatel. Velký význam pro město měla těžba uhlí, které zde bylo objeveno v roce 1857. Počet obyvatel tak rychle rostl. Před první světovou válkou v roce 1914 žilo v Liévinu již více než 25 tisíc obyvatel.
Během první světové války bylo město z velké části poničeno a zastavil se tak jeho rozvoj. Padlo zde na 400 civilních osob a 600 vojáků. V meziválečném období bylo město opět aktivní v těžbě uhlí. Během druhé světové války bylo obsazeno Němci a padlo zde 220 civilních osob a 225 vojáků. K osvobození Liévinu došlo 2. září 1944 britskou armádou.
Po druhé světové válce pokračovala těžba uhlí, která hrála v poválečných letech důležitou roli pro francouzskou ekonomiku. Město se stalo nechvalně známé především proto, že zde zemřelo velké množství horníků na silikózu. Recese v těžebním průmyslu způsobila postupné uzavírání uhelných dolů. V 70. letech bylo uzavřeno 60 ze 67 uhelných dolů. Poslední uhelný důl byl uzavřen v roce 1974.

## Partnerská města
- Hohenlimburg (část města Hagen), Německo (od roku 1962)
- Pasvalys, Litva (od roku 1999)
- Bruck an der Mur, Rakousko (od roku 1999)
- La Valette-du-Var, Francie (od roku 2000)
- Rybnik, Polsko (od roku 2000)